# Absolution - Le regole della vendetta
Absolution - Le regole della vendetta (Absolution) è un film del 2015 diretto da Keoni Waxman e interpretato da Steven Seagal. Il film è il sequel di A Good Man uscito nel 2014.

## Trama
John Alexander è un killer dell'agenzia governativa americana che lo ha assunto per una missione a Odessa, dove  incontra  Nadya, una ragazza  in fuga da uomini della criminalità locale. John decide di proteggerla e aiutarla, per riscattarsi dalle brutte azioni commesse nella sua vita. Con i suoi amici Qi e Sergey, scoprirà una organizzazione criminale con potenti agganci politici, dedita a una tratta di ragazze, nella quale sono coinvolti anche diplomatici americani, e alla quale John porrà fine.